# Rio Carântono
Carântono (em francês: Charente) é um rio de 381 km de comprimento no sudoeste da França. Nasce no departamento de Alto Vienne, em Chéronnac, pequena povoação perto de Rochechouart. Flui pelos departamentos de Alto Vienne, Carântono, Vienne e Carântono-Marítimo. Desagua no oceano Atlântico perto de Rochefort.
O Carântono foi navegável durante muitos anos, mas a navegação só se repôs em meados do século XX. Os barcos de recreio usam hoje a via navegável, até Angolema. O Carântono atravessa as cidades de Cognac, Jarnac, Saintes e Rochefort. Tem excelentes possibilidades para o turismo. Tem eclusas de tamanho bastante modesto - algumas de 34 a 6 metros. Os molhes ao longo do rio permite atracar embarcações de recreio.

## Afluentes
Entre os afluentes do Carântono estão:
- Rio Antenne
- Rio Né
- Rio Coran
- Rio Seugne
- Rio Bramerit
- Rio Boutonne
- Rio Arnoult
- Rio Bandiat
- Rio Tardoire
- Rio Touvre
- Rio Bonnieure

## Cidades
Entre as cidades ao longo do rio estão:
- Civray
- Jarnac
- Montignac-Charente
- Angoulême
- Cognac
- Saintes
- Taillebourg
- Saint-Savinien
- Tonnay-Charente
- Rochefort
- Soubise
- Vergeroux